# Katholieke Kerk in Mexico

Mexico

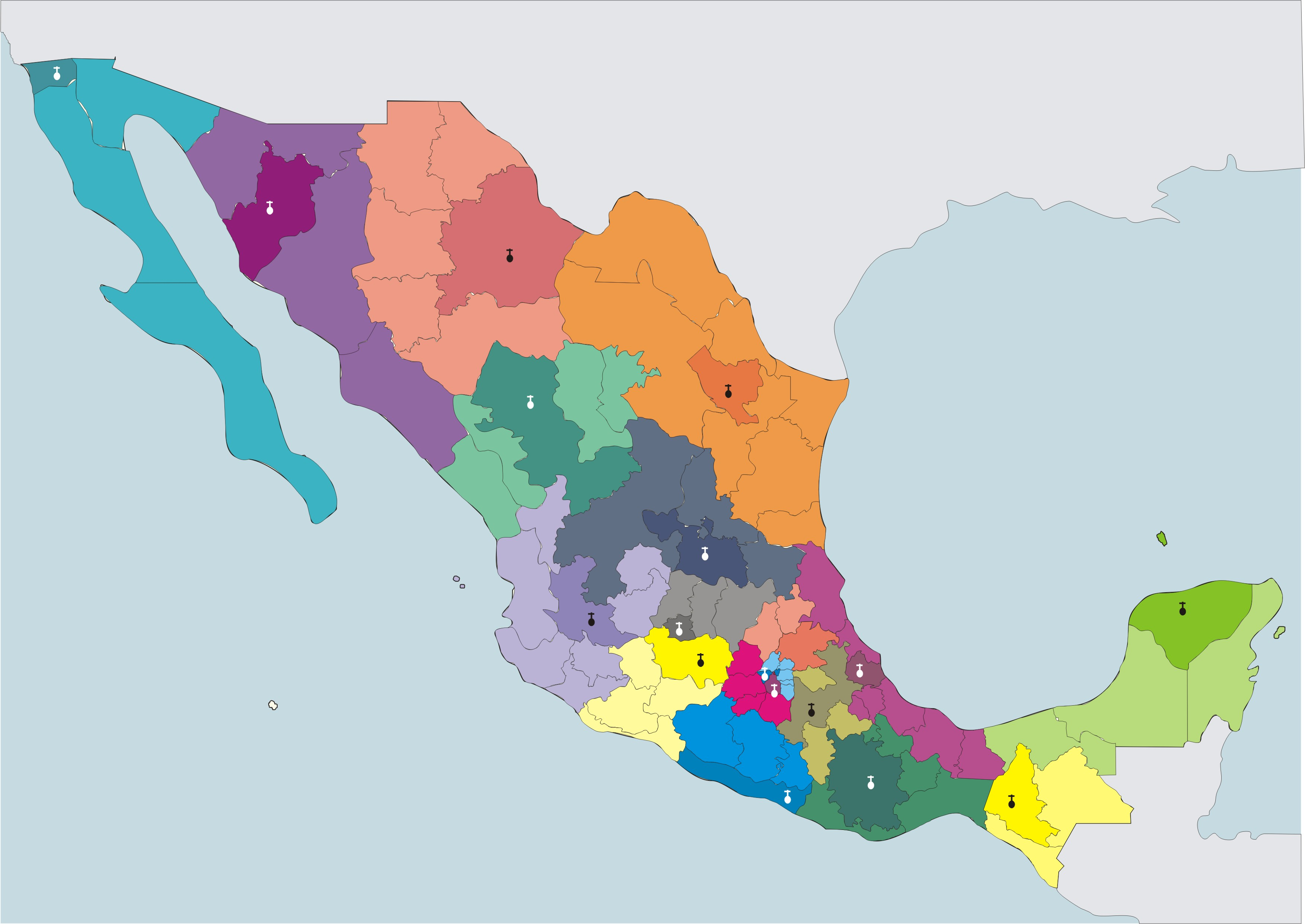
19 kerkprovincies met grenzen van aartsbisdommen en bisdommen in Mexico

De Katholieke Kerk in Mexico is een onderdeel van de wereldwijde Katholieke Kerk onder het leiderschap van de paus en de curie.
De overgrote meerderheid van de bevolking (ca. 90%) is katholiek. De Maagd van Guadalupe is de beschermheilige van Mexico.
Bij de grondwet van 1857 werden Kerk en staat gescheiden. De eigendommen van de Kerk werden door de staat geconfisqueerd. De grondwet van 1857 bevatte een aantal antiklerikale bepalingen. Onder het bewind van Porfirio Díaz (1877-1911) verbeterden de betrekkingen tussen Kerk en staat, maar de nieuwe Grondwet van 1917 bevatte nog meer antiklerikale bepalingen dan die van 1857 (alleen seculair onderwijs was toegestaan, verbod op elke vorm van godsdienstonderwijs, verbod op kloosterordes, verbod op publieke erediensten, verbod op bezit door de kerken, geestelijken verloren hun stemrecht). Onder president Calles (1924 - 1928) werden die in alle scherpte doorgevoerd en ontbrandde een felle strijd tegen de Kerk: katholieken werden uit alle staatsambten verwijderd (1925), kerken en scholen gesloten (1926). Uit dit conflict groeide de opstand van de ‘cristeros’, die echter in 1929 door de regering werd neergeslagen.
Pas sinds 1934 is de verhouding tussen Kerk en staat in toenemende mate genormaliseerd. De vrije uitoefening van godsdienst wordt thans niet meer belemmerd. In 1964 werd de Unión de Mutua Ayuda Episcopal opgericht. Paus Johannes Paulus II bracht pastorale bezoeken aan Mexico in 1979 en 1990. Mexico onderhoudt pas sinds 1992 diplomatieke betrekkingen met de Heilige Stoel.
De apostolisch nuntius voor Mexico is aartsbisschop Joseph Spiteri.

## Territoriale indeling

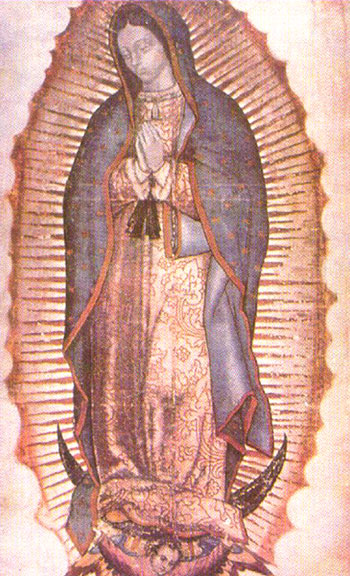
De Maagd van Guadalupe

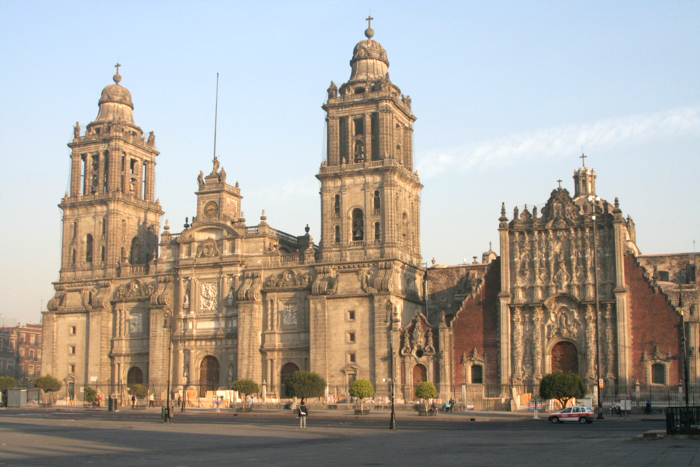
Kathedraal van Mexico-Stad

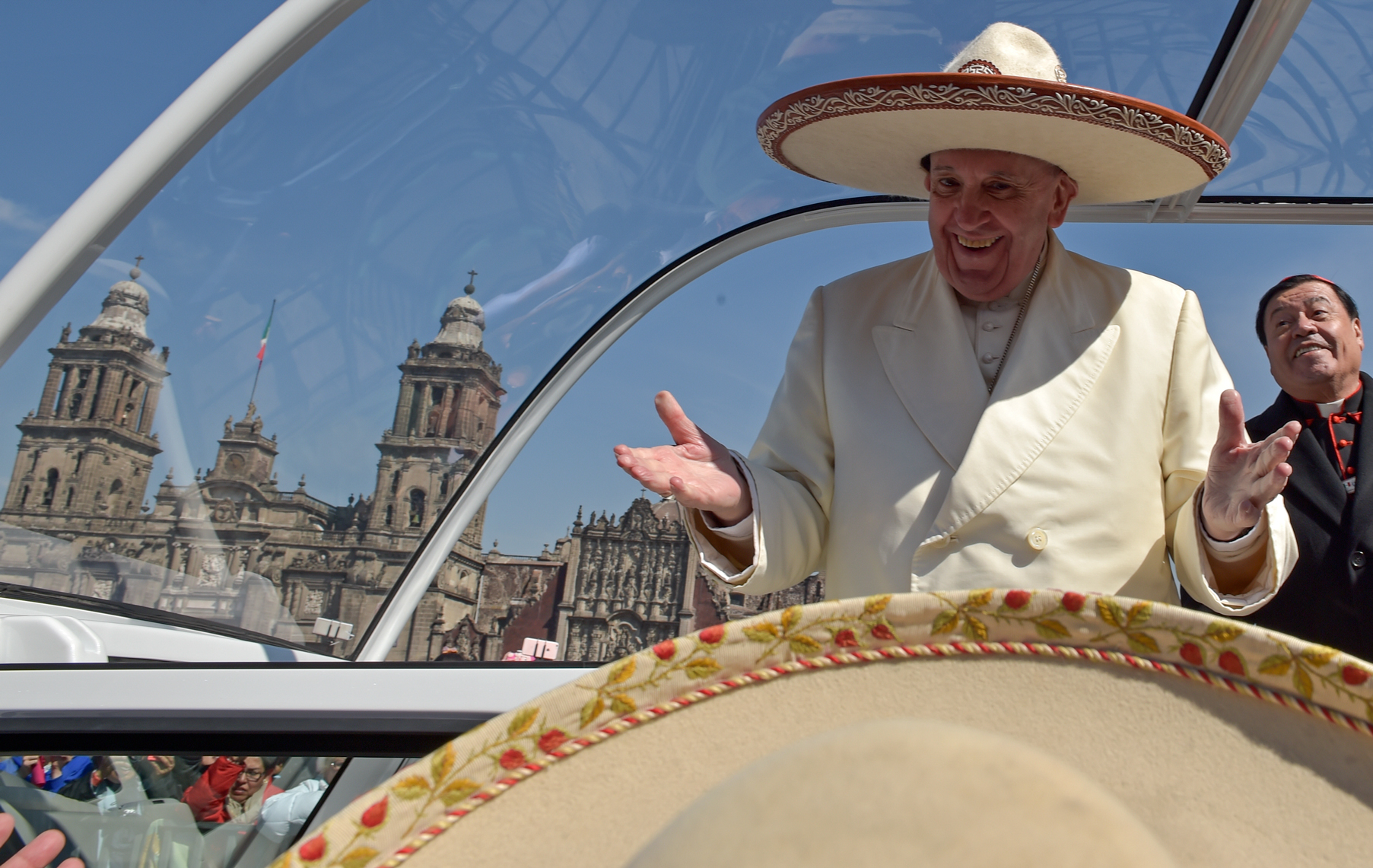
Paus Franciscus in Mexico in 2016

Mexico bestaat uit 99 particuliere kerken, waaronder 19 aartsbisdommen, 76 bisdommen (waaronder 3 bisdommen van oosters-katholieke kerken) en 4 territoriale prelaturen. De bisdommen en territoriale prelaturen zijn verspreid over 19 kerkprovincies, die weer zijn verdeeld over 15 kerkelijke regio's. De Katholieke Kerk telt in Mexico 15.700 priesters en 46.000 leden van religieuze ordes.
1. Kerkprovincie Acapulco: Aartsbisdom Acapulco - Bisdom Chilpancingo-Chilapa - Bisdom Ciudad Altamirano - Bisdom Tlapa
2. Kerkprovincie Antequera: Aartsbisdom Antequera - Bisdom Puerto Escondido - Bisdom Tehuantepec - Bisdom Tuxtepec - Territoriale prelatuur Huautla - Territoriale prelatuur Mixes
3. Kerkprovincie Chihuahua: Aartsbisdom Chihuahua - Bisdom Ciudad Juárez - Bisdom Cuauhtémoc-Madera - Bisdom Nuevo Casas Grandes - Bisdom Parral - Bisdom Tarahumara
4. Kerkprovincie Durango: Aartsbisdom Durango - Bisdom Gómez Palacio - Bisdom Mazatlán - Bisdom Torreón - Territoriale prelatuur El Salto
5. Kerkprovincie Guadalajara: Aartsbisdom Guadalajara - Bisdom Aguascalientes - Bisdom Autlán - Bisdom Ciudad Guzmán - Bisdom Colima - Bisdom San Juan de los Lagos - Bisdom Tepic - Territoriale prelatuur Jesús María del Nayar
6. Kerkprovincie Hermosillo: Aartsbisdom Hermosillo - Bisdom Ciudad Obregón - Bisdom Culiacán
7. Kerkprovincie Jalapa: Aartsbisdom Jalapa - Bisdom Coatzacoalcos - Bisdom Córdoba - Bisdom Orizaba - Bisdom Papantla - Bisdom San Andrés Tuxtla - Bisdom Tuxpan - Bisdom Veracruz
8. Kerkprovincie León: Aartsbisdom León - Bisdom Celaya - Bisdom Irapuato - Bisdom Querétaro
9. Kerkprovincie México: Aartsbisdom Mexico - Bisdom Azcapotzalco - Bisdom Iztapalapa - Bisdom Xochimilco
10. Kerkprovincie Monterrey: Aartsbisdom Monterrey - Bisdom Ciudad Victoria - Bisdom Linares - Bisdom Matamoros - Bisdom Nuevo Laredo - Bisdom Piedras Negras - Bisdom Saltillo - Bisdom Tampico
11. Kerkprovincie Morelia: Aartsbisdom Morelia - Bisdom Apatzingan - Bisdom Ciudad Lázaro Cárdenas - Bisdom Tacámbaro - Bisdom Zamora
12. Kerkprovincie Puebla de los Ángeles: Aartsbisdom Puebla de los Ángeles - Bisdom Huajuapan de León - Bisdom Tehuacán - Bisdom Tlaxcala
13. Kerkprovincie San Luis Potosí: Aartsbisdom San Luis Potosí - Bisdom Ciudad Valles - Bisdom Matehuala - Bisdom Zacatecas
14. Kerkprovincie Tijuana: Aartsbisdom Tijuana - Bisdom Ensenada - Bisdom La Paz en la Baja California Sur - Bisdom Mexicali
15. Kerkprovincie Tlalnepantla: Aartsbisdom Tlalnepantla - Bisdom Cuautitlán - Bisdom Ecatepec - Izcalli - Bisdom Netzahualcóyotl - Bisdom Teotihuacán - Bisdom Texcoco - Bisdom Valle de Chalco
16. Kerkprovincie Toluca: Aartsbisdom Toluca - Bisdom Atlacomulco - Bisdom Cuernavaca - Bisdom Tenancingo
17. Kerkprovincie Tulancingo: Aartsbisdom Tulancingo - Bisdom Huejutla - Bisdom Tula
18. Kerkprovincie Tuxtla Gutiérrez: Aartsbisdom Tuxtla Gutiérrez - Bisdom San Cristóbal de Las Casas - Bisdom Tapachula
19. Kerkprovincie Yucatán: Aartsbisdom Yucatán - Bisdom Cancún-Chetumal - Bisdom Campeche - Bisdom Tabasco